# FIFI Wild Cup 2006
La FIFI Wild Cup 2006 fue la primera edición de la FIFI Wild Cup, un torneo internacional de fútbol disputado por selecciones nacionales no reconocidas por la FIFA. Esta edición se jugó entre el 29 de mayo y el 3 de junio de 2006 en Hamburgo, Alemania.
Los partidos se disputaron en el Millerntor-Stadion del FC St. Pauli y el patrocinador principal del torneo fue la empresa alemana de apuestas deportivas mybet.de.

## Sede
La ciudad de Hamburgo, fue la única sede para albergar todos los partidos del torneo.
| Hamburgo |                    |
| Hamburgo | Hamburgo           |
| -------- | ------------------ |
| Hamburgo | Millerntor-Stadion |
| Hamburgo | Capacidad: 29 546  |
| Hamburgo |                    |

## Equipos participantes
| Equipos participantes | Equipos participantes | Equipos participantes |
| --------------------- | --------------------- | --------------------- |
| Gibraltar             | Groenlandia           | St. Pauli             |
| Chipre del Norte      | Tíbet                 | Zanzíbar              |

## Resultados

### Grupo A
| Equipo    | Pts | PJ | PG | PE | PP | GF | GC | Dif |
| --------- | --- | -- | -- | -- | -- | -- | -- | --- |
| St Pauli  | 4   | 2  | 1  | 1  | 0  | 8  | 1  | +7  |
| Gibraltar | 4   | 2  | 1  | 1  | 0  | 6  | 1  | +5  |
| Tíbet     | 0   | 2  | 0  | 0  | 2  | 0  | 12 | -12 |

| 29 de mayo de 2006 | St Pauli          | 1:1 (1:0) | Gibraltar        | Millerntor-Stadion, Hamburgo |  |
|                    | Hakan Demirci 30' |           | Lee Casciaro 68' |                              |  |

| 30 de mayo de 2006 | St Pauli                                                                   | 7:0 (3:0) | Tíbet | Millerntor-Stadion, Hamburgo |  |
|                    | Abdul Yilmaz 2', 15', 55', 89' · Hakan Demirci 18', 70' · Dennis Daube 58' |           |       |                              |  |

| 31 de mayo de 2006 | Tíbet | 0:5 (0:2) | Gibraltar | Millerntor-Stadion, Hamburgo |  |

### Grupo B
| Equipo           | Pts | PJ | PG | PE | PP | GF | GC | Dif |
| ---------------- | --- | -- | -- | -- | -- | -- | -- | --- |
| Chipre del Norte | 6   | 2  | 2  | 0  | 0  | 4  | 1  | +3  |
| Zanzíbar         | 3   | 2  | 1  | 0  | 1  | 5  | 5  | 0   |
| Groenlandia      | 0   | 2  | 0  | 0  | 2  | 2  | 5  | -3  |

| 29 de mayo de 2006 | República Turca del Norte de Chipre | 1:0 (0:0) | Groenlandia | Millerntor-Stadion, Hamburgo |                          |
|                    | Ali Oraloglu 55'                    |           |             | Árbitro(s): Tobias Mayer     | Árbitro(s): Tobias Mayer |

| 30 de mayo de 2006 | República Turca del Norte de Chipre                                  | 3:1 (2:1) | Zanzíbar       | Millerntor-Stadion, Hamburgo |                          |
|                    | Agrey Morris 12' (a.g.) · Derviş Kolcu 20' (pen.) · Çagan Cerkez 60' |           | Salum Ussi 43' | Árbitro(s): Peter Postel     | Árbitro(s): Peter Postel |

| 31 de mayo de 2006 | Groenlandia               | 2:4 (2:0) | Zanzíbar                                        | Millerntor-Stadion, Hamburgo |  |
|                    | Kaassannquaq Zeeb 6', 12' |           | Alek Mohammed 55', 88' · Abdallah Juma 59', 77' |                              |  |

### Semifinales
| 1 de junio de 2006 | República Turca del Norte de Chipre | 2:0 (1:0) | Gibraltar | Millerntor-Stadion, Hamburgo |                           |
|                    | Ali Oraloglu 39' · Dylan 90' (a.g.) |           |           | Árbitro(s): Markus Dahmas    | Árbitro(s): Markus Dahmas |

| 1 de junio de 2006 | St Pauli  | 1:2 | Zanzíbar | Millerntor-Stadion, Hamburgo |  |
|                    | Mauni 13' |     |          |                              |  |

### Tercer lugar
| 3 de junio de 2006 | St Pauli | 1:2 | Gibraltar | Millerntor-Stadion, Hamburgo |  |

### Final
| 3 de junio de 2006 | República Turca del Norte de Chipre | 0:0 (4:1 p.) | Zanzíbar | Millerntor-Stadion, Hamburgo |  |
|                    |                                     |              |          | Árbitro(s): Moritz Hermann   |  |

| República Turca del Norte de Chipre |
| Campeón Chipre del Norte            |
| Primer título                       |

## Clasificación final
| Pos | Equipo           | PJ | PG | PE | PP | GF | GC | DG  | Pts |
| --- | ---------------- | -- | -- | -- | -- | -- | -- | --- | --- |
| 1   | Chipre del Norte | 4  | 3  | 1  | 0  | 6  | 1  | +5  | 10  |
| 2   | Zanzíbar         | 4  | 2  | 1  | 1  | 7  | 6  | +1  | 7   |
| 3   | Gibraltar        | 4  | 2  | 1  | 1  | 8  | 4  | +4  | 7   |
| 4   | St. Pauli        | 4  | 1  | 1  | 2  | 10 | 5  | +5  | 4   |
| 5   | Groenlandia      | 2  | 0  | 0  | 2  | 2  | 5  | -3  | 0   |
| 6   | Tíbet            | 2  | 0  | 0  | 2  | 0  | 12 | -12 | 0   |